# All Areas
All Areas is een livealbum van de Duitse metalband Accept. Het album verscheen in 1997.
In de Verenigde Staten werd dit album in 1998 uitgebracht onder de titel The Final Chapter. Op dit album is Wolf Hoffmann de enige gitarist; het ontbreken van de gebruikelijke tweede gitarist is duidelijk hoorbaar.

## Nummers
Cd 1
1. Starlight (5:22)
2. London Leatherboys (4:41)
3. I Don't Wanna Be Like You (4:28)
4. Breaker (4:47)
5. Slaves to Metal (5:10)
6. Princess of the Dawn (10:47)
7. Restless and Wild (2:47)
8. Son of a Bitch (3:27)
9. This One's for You (4:07)
10. Bulletproof (6:16)
11. Too High to Get It Right (5:42)

Cd 2
1. Metal Heart (6:19)
2. Fast as a Shark (3:49)
3. Balls to the Wall (11:08)
4. What Else (5:29)
5. Sodom and Gomorra (6:38)
6. The Beast Inside (6:24)
7. Bad Habits Die Hard (4:53)
8. Stone Evil (4:33)
9. Death Row (6:00)

## Bezetting
- Udo Dirkschneider - zang
- Wolf Hoffmann - gitaar
- Peter Baltes - basgitaar
- Stefan Kaufmann en Stefan Schwarzmann – drums